# Duben 2023
Toto je archivovaný článek z portálu Aktuality.
1. dubna – sobota
 Tornáda v amerických státech Arkansas, Indiana, Alabama, Illinois, Mississippi a Tennessee zabila nejméně 32 lidí. 
2. dubna – neděle
 V prezidentských volbách v Černé Hoře zvítězil ekonom Jakov Milatović nad dosavadním prezidentem Milo Đukanovićem. 
 Parlamentní volby ve Finsku vyhrála opoziční Národní koaliční strana se ziskem 20,8 % hlasů. 
 V bulharských parlamentních volbách zvítězil blok vedený středopravicovou stranou Občané za evropský rozvoj Bulharska (GERB) bývalého premiéra Bojka Borisova. 
 V kavárně v Petrohradu byl při pumovém útoku zabit ruský válečný bloger Vladlen Tatarskij a 25 lidí bylo zraněno. 
4. dubna – úterý
 Finsko se stalo 31. členem NATO. 
 Bývalý americký prezident Donald Trump byl zatčen a obviněn z falšování obchodních dokumentů kvůli tajným platbám během volební kampaně v roce 2016. 
10. dubna – pondělí
 Obětí masové střelby v Louisville v Kentucky se stalo pět lidí, osm dalších bylo zraněno. 
11. dubna – úterý
 Po erupci kamčatské sopky Šiveluč dosáhl sloup popela výšky 15 km. 
14. dubna – pátek
 Raketa Ariane 5 vynesla evropskou meziplanetární sondu Juice na osmiletou cestu k Jupiteru, kde bude zkoumat měsíce Ganymedes, Callisto a Europa. 
15. dubna – sobota
 Obětí masové střelby v Dadevillu v Alabamě se stali čtyři lidé, další byli zraněni. 
17. dubna – pondělí
 Ruský novinář, opoziční politik a odpůrce invaze na Ukrajinu Vladimir Kara-Murza byl soudem v Moskvě, před nímž čelil obviněním z „vlastizrady“, „šíření nepravdivých informací o ruské armádě“ a „spolupráce s nežádoucími organizacemi“, odsouzen k trestu odnětí svobody na 25 let. 
19. dubna – středa
 Televizní společnost Fox News za 16,8 miliard korun uzavřela smír s výrobcem volebních přístrojů Dominion Voting Systems, který jí žaloval za šíření pomluv o průběhu amerických prezidentských voleb v roce 2020. 
20. dubna – čtvrtek
 Společnost SpaceX provedla testovací let kosmické lodi Starship ze základny SpaceX South Texas launch site v texaské oblasti Boca Chica. 
27. dubna – čtvrtek
 Do reaktoru prvního bloku jaderné elektrárny Akkuyu začalo zavážení paliva. 
29. dubna – sobota
 Při střelbě v Clevelandu v Texasu zemřelo pět lidí. 
30. dubna – neděle
 Čínský šachista Ting Li-žen se stal mistrem světa v šachu. 